# 2. zongoraverseny (Mozart)

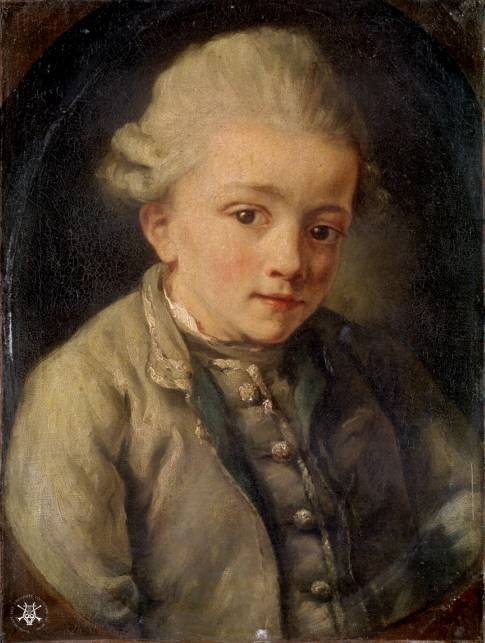
A gyermek Mozart, Greuze festménye

Wolfgang Amadeus Mozart 2., B-dúr zongoraversenye a Köchel-jegyzékben a 39. számot viseli.

## Keletkezése
1767-ben keletkezett, amikor a 11 esztendős Mozart édesapjával Bécsbe készült, és ottani szereplése céljaira négy zongoraversenyt komponált. Ez a mű a négyes sorozat második darabja. Az első négy zongoraversenyről Mozart két jeles életrajzírója, Wyzewa és St. Foix megállapította, hogy azok Raupach, Honauer, Schobert és Eckardt zongoraszonátáinak átiratai. A darabok a Köchel-jegyzékben 37., 39., 40. és 41. szám alatt szerepelnek.

## Szerkezete-jellemzői
A koncert a partitúra szerint vonósokra, zongorára (vagy csembalóra), kürtökre és oboára íródott.
Tételei:
1. Allegro spiritoso
2. Andante
3. Molto Allegro

Az első és harmadik tétel Hermann Friedrich Raupach szonátája nyomán, míg a lassú tétel a Mozart által nagyra becsült komponista, Johann Schobert műve alapján készült.
A műben a zongorán / billentyűs hangszeren kívül már a fúvós hangszerek is  jelentősebb szerepet kapnak a zenekarban. A zongora hangzása a csembalót idézi. Az elérhető lemezfelvételeken fortepianón szokták megszólaltatni a zongoraszólót.) Annak ellenére, hogy nem Mozart eredeti dallamai alapján született − ha csak nyomokban is −, a versenyműre való átírás kapcsán megcsillannak a későbbi Mozart-stílusjegyek.

## Ismertség-előadási gyakoriság
Alig ismert, hangversenyen, hanglemezen, vagy elektronikus médiákban nagyon ritkán hallgatható darab. 2006-ban, a Mozart-év kapcsán a Magyar Rádió MR3-Bartók Rádiójának Mozart összes művét bemutató sorozatában volt hallható.